# Madarassy Zsuzsa
Madarassy Zsuzsa, teljes nevén báró madarasi Madarassy-Beck Zsuzsanna Mária Ida (Budapest, 1901. február 16. – Budapest, 1957. augusztus 30.) író, költő, műfordító. Madarassy-Beck Gyula leánya.

## Élete
Madarassy-Beck Gyula (1873–1939) bankár, nagytőkés és Gutmann Amália Lilly lánya. A két világháború között a Pesti Napló és a Színházi Élet állandó munkatársa volt. 1945 után néhány évig a Színház, a Világ és a Haladás közölte polgári felfogású írásait. Magyarra fordította Mary Jane Ward Kígyóverem című regényét és több klasszikus magyar novellát ültetett át angolra nyelvre.
Házastársa Wámoscher Ervin bácskai földbirtokos volt, akivel 1919. február 15-én Budapesten kötött házasságot. Elváltak.
A Salgótarjáni utcai zsidó temető családi sírboltjában helyezték végső nyugalomra.

## Főbb művei
- Arany bárkán, ezüstös vizeken (versek, Budapest, 1918)
- Harag nélkül (versek, Budapest, 1920)
- Akik megteszik… (elbeszélések, Budapest, 1924)
- Amiről Isten megfeledkezett (regény, Budapest, 1934)
- Panni és Patrick (elbeszélések, Budapest, 1940)